# José Luis Henao Cadavid
José Luis Henao Cadavid (ur. 7 kwietnia 1954 w Andes) – kolumbijski duchowny rzymskokatolicki, od 2015 biskup Líbano–Honda.

## Życiorys
Święcenia kapłańskie przyjął 15 grudnia 1979 i został inkardynowany do diecezji Jericó. Pracował głównie jako duszpasterz parafialny, był także m.in. rektorem niższego i wyższego seminarium, delegatem biskupim ds. duszpasterstwa społecznego i apostolstwa świeckich, a także (w latach 1998–2005) wikariuszem biskupim ds. duszpasterskich.
17 października 2015 otrzymał nominację na biskupa Líbano–Honda. Sakry biskupiej udzielił mu 21 listopada 2015 abp Ettore Balestrero.